# ATP Praga 1999 - Qualificazioni singolare
Le qualificazioni del singolare  dell'ATP Praga 1999 sono state un torneo di tennis preliminare per accedere alla fase finale della manifestazione. I vincitori dell'ultimo turno sono entrati di diritto nel tabellone principale. In caso di ritiro di uno o più giocatori aventi diritto a questi sono subentrati i lucky loser, ossia i giocatori che hanno perso nell'ultimo turno ma che avevano una classifica più alta rispetto agli altri partecipanti che avevano comunque perso nel turno finale.
Le qualificazioni del torneo ATP Praga 1999 prevedevano 32 partecipanti di cui 4 sono entrati nel tabellone principale.

## Teste di serie
1. German Puentes-Alcaniz (ultimo turno)
2. Tomáš Zíb (ultimo turno)
3. George Bastl (primo turno)
4. Tuomas Ketola (ultimo turno)

1. Petr Luxa (ultimo turno)
2. Radomír Vašek (secondo turno)
3. Michal Tabara (Qualificato)
4. Ota Fukárek (primo turno)

## Qualificati
1. Michal Tabara
2. David Miketa

1. Eduardo Nicolas-Espin
2. Radovan Svetlík

## Tabellone

### Legenda
| - Q = Qualificato - WC = Wild card - LL = Lucky loser | - ALT = Alternate - SE = Special Exempt - PR = Protected Ranking | - w/o = Walkover - r = Ritirato - d = Squalificato |

### Sezione 1
|  | Primo turno     | Primo turno            | Primo turno            | Primo turno | Primo turno |  |  | Secondo turno | Secondo turno          | Secondo turno          | Secondo turno | Secondo turno |   |   | Ultimo turno | Ultimo turno           | Ultimo turno           | Ultimo turno | Ultimo turno |  |
|  |                 |                        |                        |             |             |  |  |               |                        |                        |               |               |   |   |              |                        |                        |              |              |  |
|  | 1               | German Puentes-Alcaniz | German Puentes-Alcaniz | 6           | 6           |  |  |               |                        |                        |               |               |   |   |              |                        |                        |              |              |  |
|  |                 | Jaroslav Levinský      | Jaroslav Levinský      | 1           | 3           |  |  | 1             | German Puentes-Alcaniz | German Puentes-Alcaniz | 6             | 6             |   |   |              |                        |                        |              |              |  |
|  | Jan Fuka        | Jan Fuka               | 6                      | 6           | 6           |  |  |               | Jan Fuka               | Jan Fuka               | 4             | 1             |   |   |              |                        |                        |              |              |  |
|  | Jiri Vrbka      | Jiri Vrbka             | 4                      | 7           | 2           |  |  |               |                        |                        |               |               |   |   | 1            | German Puentes-Alcaniz | German Puentes-Alcaniz | 4            | 6            |  |
|  | Václav Roubíček | Václav Roubíček        | Václav Roubíček        | 6           | 6           |  |  |               |                        | 7                      | Michal Tabara | Michal Tabara | 6 | 7 |              |                        |                        |              |              |  |
|  | Jan Krejci      | Jan Krejci             | Jan Krejci             | 4           | 3           |  |  |               | Václav Roubíček        | Václav Roubíček        | 4             | 4             |   |   |              |                        |                        |              |              |  |
|  | 7               | Michal Tabara          | Michal Tabara          | 6           | 6           |  |  | 7             | Michal Tabara          | Michal Tabara          | 6             | 6             |   |   |              |                        |                        |              |              |  |
|  |                 | David Škoch            | David Škoch            | 0           | 1           |  |  |               |                        |                        |               |               |   |   |              |                        |                        |              |              |  |

### Sezione 2
|  | Primo turno      | Primo turno      | Primo turno    | Primo turno | Primo turno |  |  | Secondo turno  | Secondo turno    | Secondo turno  | Secondo turno | Secondo turno |   |   | Ultimo turno | Ultimo turno | Ultimo turno | Ultimo turno | Ultimo turno |  |
|  |                  |                  |                |             |             |  |  |                |                  |                |               |               |   |   |              |              |              |              |              |  |
|  | 2                | Tomáš Zíb        | Tomáš Zíb      | 6           | 6           |  |  |                |                  |                |               |               |   |   |              |              |              |              |              |  |
|  |                  | Radim Žitko      | Radim Žitko    | 4           | 3           |  |  | 2              | Tomáš Zíb        | 3              | 6             | 6             |   |   |              |              |              |              |              |  |
|  | František Čermák | František Čermák | 6              | 2           | 6           |  |  |                | František Čermák | 6              | 1             | 1             |   |   |              |              |              |              |              |  |
|  | Milan Smejda     | Milan Smejda     | 0              | 6           | 2           |  |  |                |                  |                |               |               |   |   | 2            | Tomáš Zíb    | Tomáš Zíb    | 3            | 2            |  |
|  | Tomas Jecminek   | Tomas Jecminek   | Tomas Jecminek | 6           | 6           |  |  |                |                  |                | David Miketa  | David Miketa  | 6 | 6 |              |              |              |              |              |  |
|  | Jan Hernych      | Jan Hernych      | Jan Hernych    | 4           | 4           |  |  | Tomas Jecminek | Tomas Jecminek   | Tomas Jecminek | 2             | 1             |   |   |              |              |              |              |              |  |
|  |                  | David Miketa     | 2              | 7           | 6           |  |  | David Miketa   | David Miketa     | David Miketa   | 6             | 6             |   |   |              |              |              |              |              |  |
|  | 8                | Ota Fukárek      | 6              | 5           | 3           |  |  |                |                  |                |               |               |   |   |              |              |              |              |              |  |

### Sezione 3
|  | Primo turno | Primo turno           | Primo turno           | Primo turno | Primo turno |  |  | Secondo turno         | Secondo turno         | Secondo turno         | Secondo turno | Secondo turno |   |   | Ultimo turno | Ultimo turno          | Ultimo turno | Ultimo turno | Ultimo turno |  |
|  |             |                       |                       |             |             |  |  |                       |                       |                       |               |               |   |   |              |                       |              |              |              |  |
|  |             | Eduardo Nicolas-Espin | Eduardo Nicolas-Espin | 6           | 6           |  |  |                       |                       |                       |               |               |   |   |              |                       |              |              |              |  |
|  | 3           | George Bastl          | George Bastl          | 2           | 2           |  |  | Eduardo Nicolas-Espin | Eduardo Nicolas-Espin | Eduardo Nicolas-Espin | 6             | 6             |   |   |              |                       |              |              |              |  |
|  | Jan Říha    | Jan Říha              | Jan Říha              | 7           | 6           |  |  | Jan Říha              | Jan Říha              | Jan Říha              | 1             | 1             |   |   |              |                       |              |              |              |  |
|  | Robin Vik   | Robin Vik             | Robin Vik             | 5           | 4           |  |  |                       |                       |                       |               |               |   |   |              | Eduardo Nicolas-Espin | 6            | 2            | 7            |  |
|  | Pavel Riha  | Pavel Riha            | Pavel Riha            | 6           | 6           |  |  |                       |                       | 5                     | Petr Luxa     | 2             | 6 | 5 |              |                       |              |              |              |  |
|  | Jakub Hasek | Jakub Hasek           | Jakub Hasek           | 2           | 3           |  |  |                       | Pavel Riha            | Pavel Riha            | 4             | 1             |   |   |              |                       |              |              |              |  |
|  | 5           | Petr Luxa             | Petr Luxa             | 6           | 6           |  |  | 5                     | Petr Luxa             | Petr Luxa             | 6             | 6             |   |   |              |                       |              |              |              |  |
|  |             | Leoš Friedl           | Leoš Friedl           | 1           | 4           |  |  |                       |                       |                       |               |               |   |   |              |                       |              |              |              |  |

### Sezione 4
|  | Primo turno            | Primo turno            | Primo turno     | Primo turno | Primo turno |  |  | Secondo turno | Secondo turno   | Secondo turno   | Secondo turno   | Secondo turno   |   |   | Ultimo turno | Ultimo turno  | Ultimo turno  | Ultimo turno | Ultimo turno |  |
|  |                        |                        |                 |             |             |  |  |               |                 |                 |                 |                 |   |   |              |               |               |              |              |  |
|  | 4                      | Tuomas Ketola          | Tuomas Ketola   | 6           | 6           |  |  |               |                 |                 |                 |                 |   |   |              |               |               |              |              |  |
|  |                        | David Jirak            | David Jirak     | 1           | 1           |  |  | 4             | Tuomas Ketola   | 6               | 3               | 6               |   |   |              |               |               |              |              |  |
|  | David Sánchez          | David Sánchez          | 4               | 6           | 6           |  |  |               | David Sánchez   | 4               | 6               | 3               |   |   |              |               |               |              |              |  |
|  | David Caballero Garcia | David Caballero Garcia | 6               | 1           | 4           |  |  |               |                 |                 |                 |                 |   |   | 4            | Tuomas Ketola | Tuomas Ketola | 4            | 5            |  |
|  | Radovan Svetlík        | Radovan Svetlík        | Radovan Svetlík | 6           | 6           |  |  |               |                 |                 | Radovan Svetlík | Radovan Svetlík | 6 | 7 |              |               |               |              |              |  |
|  | Petr Pála              | Petr Pála              | Petr Pála       | 3           | 4           |  |  |               | Radovan Svetlík | Radovan Svetlík | 7               | 6               |   |   |              |               |               |              |              |  |
|  | 6                      | Radomír Vašek          | 6               | 6           | 6           |  |  | 6             | Radomír Vašek   | Radomír Vašek   | 5               | 2               |   |   |              |               |               |              |              |  |
|  |                        | Jan Vacek              | 7               | 3           | 3           |  |  |               |                 |                 |                 |                 |   |   |              |               |               |              |              |  |